# Benson Koech
Benson Koech (* 10. November 1974) ist ein ehemaliger kenianischer Mittelstreckenläufer, der sich auf den 800-Meter-Lauf spezialisiert hat. Seinen größten Erfolg feierte er mit dem Vizehallenweltmeistertitel über 800 Meter im Jahr 1995.

## Sportliche Laufbahn
Erste Erfahrungen bei internationalen Meisterschaften sammelte Benson Koech im Jahr 1992, als er bei den Juniorenweltmeisterschaften in Seoul in 1:44,77 min die Goldmedaille über 800 Meter gewann und mit dieser Zeit einen neuen Meisterschaftsrekord aufstellte. Zudem schied er mit der kenianischen 4-mal-400-Meter-Staffel mit 3:12,73 min im Vorlauf aus. 1994 belegte er beim IAAF Grand Prix Final in Paris in 3:42,95 min den fünften Platz im 1500-Meter-Lauf und im Jahr darauf gewann er bei den Hallenweltmeisterschaften in Barcelona in 1:47,51 min die Silbermedaille über 800 Meter hinter dem Jamaikaner Clive Terrelonge. Im September siegte er dann beim Grand Prix Final in Monaco in 1:45,27 min. 1997 erreichte er bei den Weltmeisterschaften in Athen das Viertelfinale über 800 Meter, ging dort aber nicht mehr an den Start. 2001 bestritt er seine letzte Wettkampfsaison und beendete daraufhin seine aktive sportliche Karriere im Alter von 26 Jahren.

## Persönliche Bestzeiten
- 800 Meter: 1:43,17 min, 28. August 1994 in Rieti
  - 800 Meter (Halle): 1:46,67 min, 29. Januar 1995 in Budapest
- 1000 Meter: 2:14,96 min, 16. Juli 1997 in Nizza
  - 1000 Meter (Halle): 2:18,40 min, 4. Februar 1996 in Stuttgart
- 1500 Meter: 3:32,09 min, 3. September 1999 in Brüssel
  - 1500 Meter (Halle): 3:37,95 min, 20. Februar 1997 in Stockholm
  - Meile (Halle): 3:55,45 min, 15. Februar 2001 in Stockholm